# Limotettix uhleri
Limotettix uhleri är en insektsart som beskrevs av Ball 1911. Limotettix uhleri ingår i släktet Limotettix och familjen dvärgstritar. Inga underarter finns listade i Catalogue of Life.